# آدریان پینو
آدریان پینو (انگلیسی: Adrien Pinot؛ زادهٔ ۶ مهٔ ۲۰۰۱) بازیکن فوتبال است.